# Agnetha Åsheim
Agnetha Åsheim (* 1. Mai 1982) ist eine ehemalige norwegische Skilangläuferin.

## Werdegang
Åsheim, die für den Tromsø skiklubb startete, lief im Dezember 2002 in Gåsbu ihr erstes Rennen im Continental-Cup und belegte dabei den 30. Platz im Sprint. Ihr Debüt im Weltcup hatte sie März 2003 in Oslo, das sie auf dem 43. Platz im Sprint beendete. In der Saison 2007/08 erreichte sie im Scandinavian-Cup mit fünf Top-Zehn-Platzierungen, darunter Platz zwei im Sprint in Riga, den fünften Platz in der Gesamtwertung. Im März 2008 holte sie in Drammen mit dem 21. Platz im Sprint ihre einzigen Weltcuppunkte. In ihrer letzten aktiven Saison 2008/09 kam sie siebenmal im Scandinavian-Cup unter die ersten Zehn, darunter Platz drei im Sprint in Ulricehamn und belegte damit den dritten Platz in der Gesamtwertung. Ihr 15. und damit letztes Weltcuprennen absolvierte sie im März 2009 in Oslo, welches sie vorzeitig beendete.